# Státní znak Běloruska
Státní znak Běloruska vychází ze symboliky Běloruské SSR. O podobě současného znaku rozhodlo referendum konané 14. května 1995, v němž se většina voličů (75,1 % z 64,8 % celkově se zúčastnivších oprávněných voličů) vyslovila pro návrh prezidenta A. Lukašenka o změně státního znaku a vlajky. Znak tvoří zlatá (do roku 2020 zelená) mapa obrysu Běloruska na paprscích slunce, vycházejícího zpoza modré planety. Ohraničení tvoří věnec z obilných klasů, do nichž jsou vloženy květy lnu a jetele. Nad nimi je rudá pěticípá hvězda. Klasy jsou třikrát, na každé straně, převázány stuhou v národních barvách (červená, zelená), ve spodní části je zlatý nápis v běloruštině Respublika Belarus (Рэспублiка Беларусь).
Tradičním (nyní neoficiálním, ovšem protilukašenkovskou opozicí a exilovou vládou stále používaným) znakem Běloruska je tzv. Pahoňa („stíhání“, „pronásledování“) – obrněný rytíř s taseným mečem na (heraldicky) vpravo cválajícím koni. Je v podstatě, kromě tinktur, totožný se znakem Litvy, zvaným Vytis („bílý rytíř“). Ten byl původně obrazem na majestátních jezdeckých pečetích litevských panovníků (podobně jako u vladařů a šlechty celé Evropy) – a tedy osobním erbem – ale postupně (od 15. století) začal být vnímán jako znak země, jíž tito panovníci vládli: Litevského velkoknížectví. Od uzavření Lublinské unie (1569) byl součástí čtvrceného znaku Rzeczpospolité.

## Historický vývoj znaku

### Bílá Rus (v rámci Litevského velkoknížectví)
|  | Pahoňa – tradiční znak Bílé Rusi, odvozený v 19. století běloruskými vlastenci ze znaku Litvy |

### Litevské velkoknížectví v rámciRuské říše
|  | Pahoňa Litevského velkoknížectví v rámci Ruské říše |

### Běloruská lidová republika (BLR)
|  | Státní znak Běloruské lidové republiky 1918–1919 |

### Běloruská sovětská socialistická republika (BSSR)
|  | Státní znak Běloruské sovětské socialistické republiky 1919–1927 |
|  | Státní znak BSSR 1927–1937                                       |
|  | Státní znak BSSR 1949–1991                                       |

### Běloruská republika
|  | Státní znak Běloruské republiky 1991–1995                                                                          |
|  | Státní znak užívaný od roku 1995 do jeho změny v lednu 2021                                                        |
|  | Současný státní znak se změněným obrysem země ze zeleného na zlatý a středem mapy přeneseným z Ruska nad Bělorusko |

## Galerie

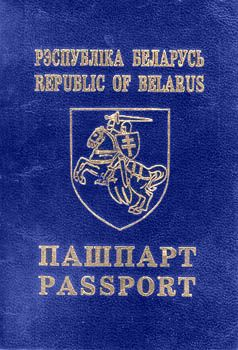
Bývalý (dnes již pouze neoficiální) státní znak na starém cestovním pasu
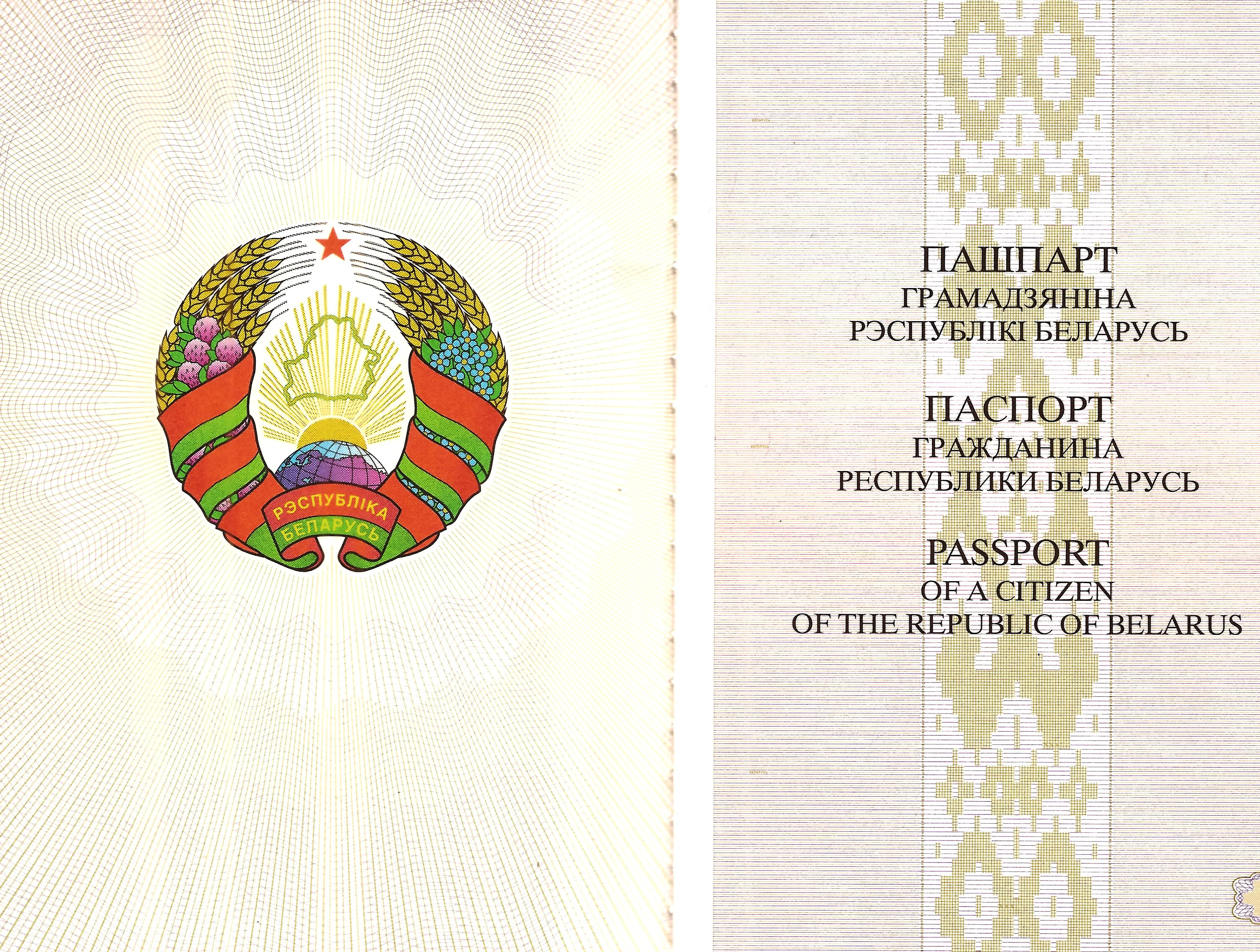
Současný státní znak na cestovním pasu
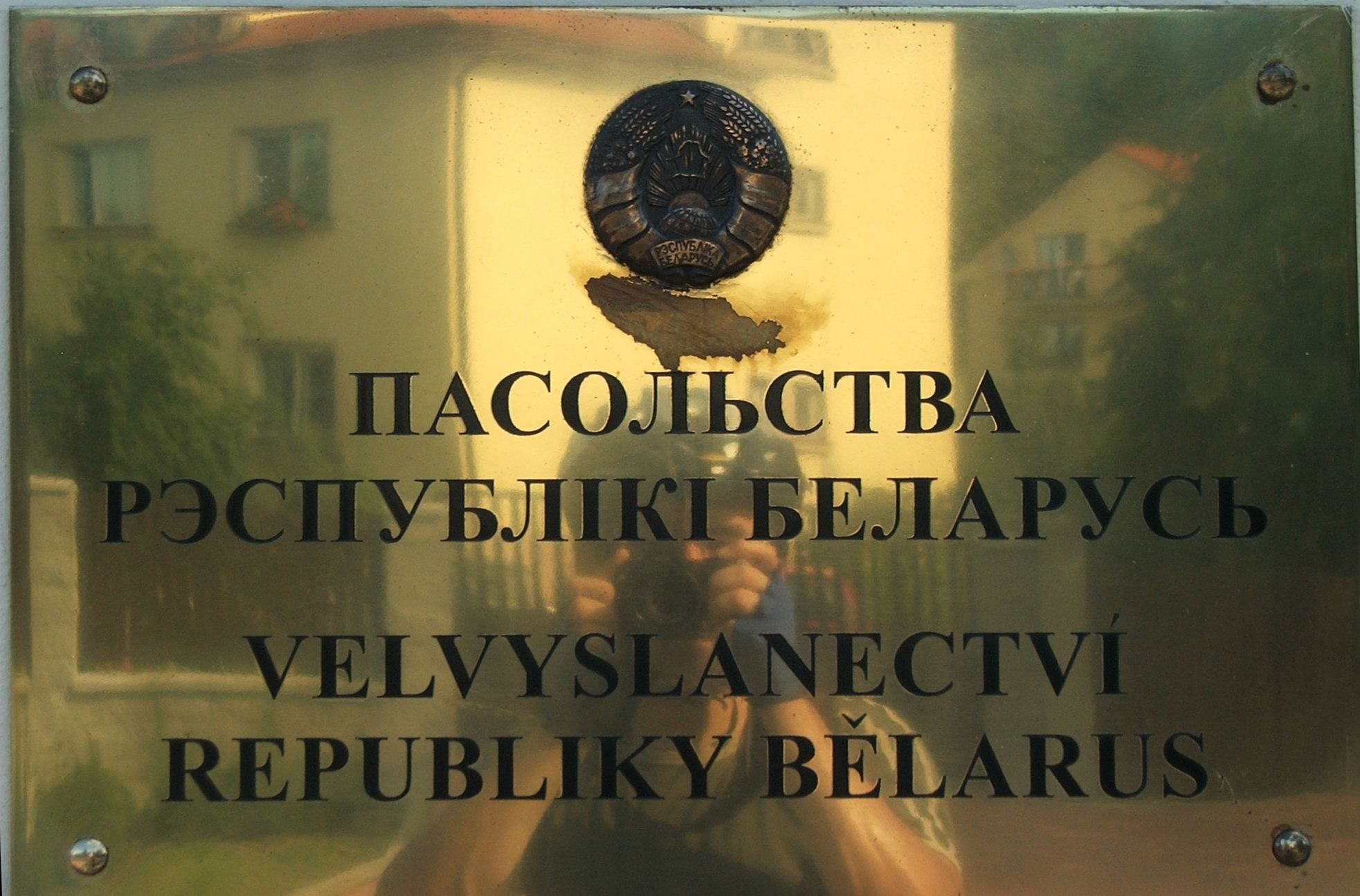
Současný státní znak
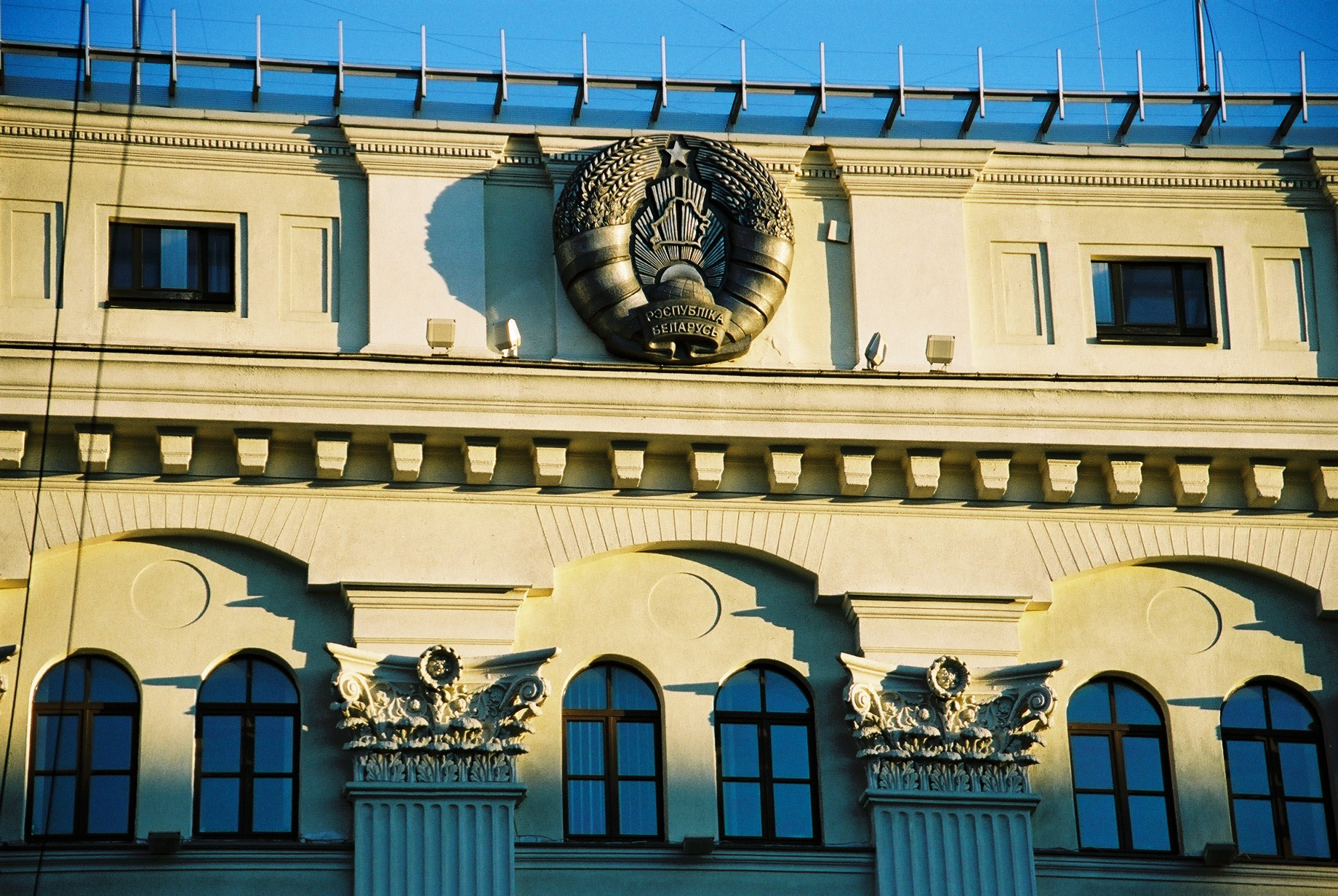
Současný státní znak
Vytis na státním znaku Litevské republiky
Znak Polsko-litevské unie
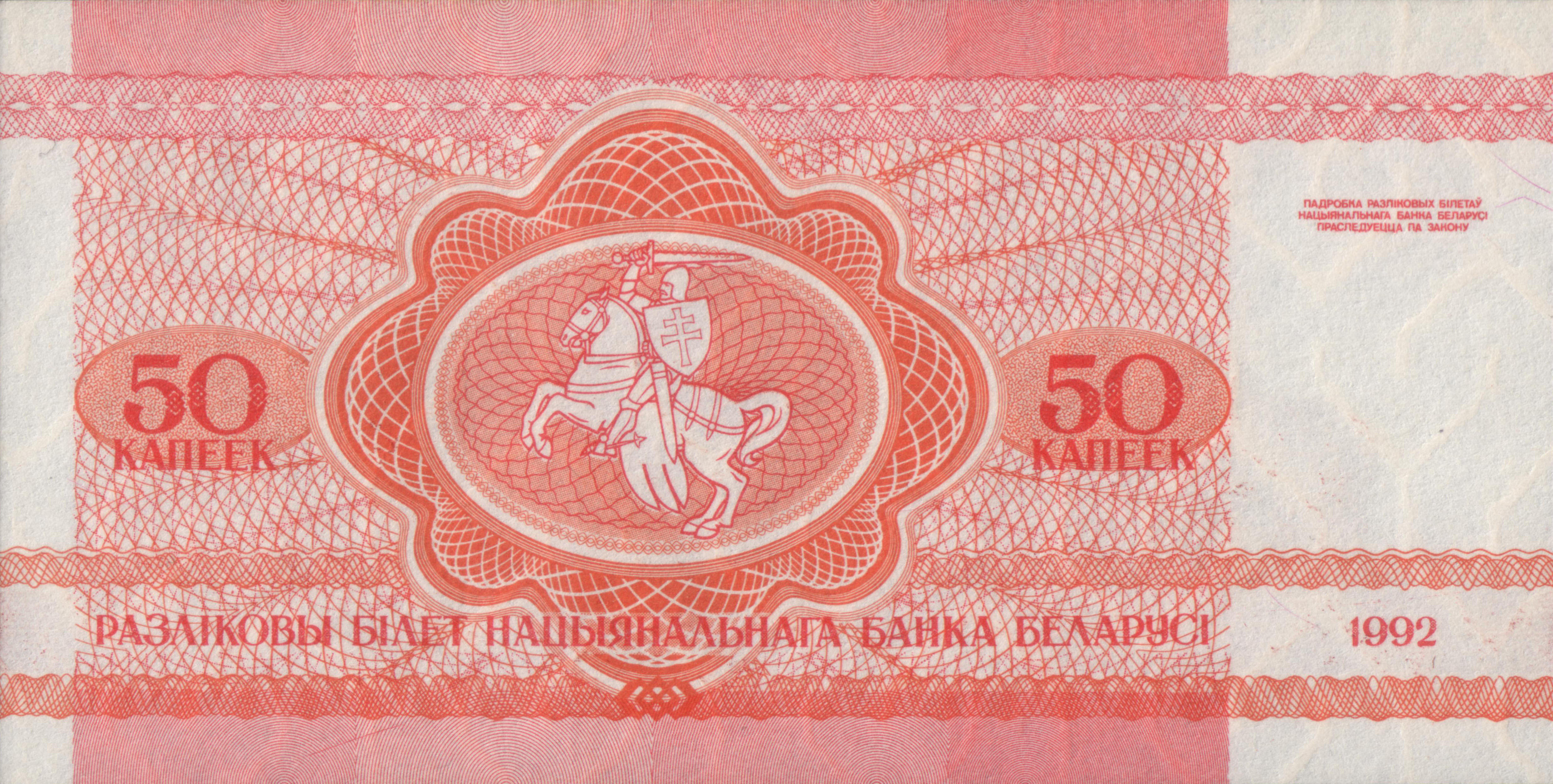
Pahoňa na běloruské bankovce (50 kopějek)